# Furi
Furi  est un jeu vidéo mêlant action et shoot 'em up développé et édité par The Game Bakers, sorti en 2016 sur Windows, PlayStation 4 et Xbox One, et en 2018 sur Nintendo Switch. Le jeu met en avant la nécessité du timing dont le joueur doit faire preuve. Le jeu est un boss rush, des combats de boss entrecoupés de moments de jeu avec du dialogue. Le jeu a été doublé en anglais, français et japonais.

## Système de jeu
Le jeu se concentre sur des combats de boss (appelé gardiens) s'entrecoupant de moments de jeu avec des dialogues (c'est un boss rush). Le jeu s'appuie fortement sur des mécaniques de timing demandé au joueur, de découverte et d'apprentissage de patterns de boss. Le jeu valorise la prise de risque en récompensant le joueur, comme en redonnant des points de vie au joueur pour certaines prises de risques, comme les parades.
Les combats se déroulent sous la forme d’enchaînement de deux types de phases. Dans un premier temps, le joueur doit détruire le bouclier du boss dans une phase mêlant shoot'em up et brefs échangent de coups au corps à corps. Une fois le bouclier détruit, une phase de corps à corps s'engage où les déplacements du joueur sont limités à un rayon restreint autour du boss. Il doit alors esquiver ou parer les attaques du boss pour ouvrir sa garde et pouvoir attaquer ses points de vie. Une fois cette phase terminée, le boss perd une vie, régénère ses points de vie et la restriction de déplacement disparaît, laissant place à une autre phase de bouclier,.
Le joueur dispose de 3 vies pour retirer toutes celles du boss, généralement entre 5 et 8. Lorsque les points de vie du boss atteignent zéro, le joueur récupère une vie et sa barre de vie se régénère également. Ce système permet de changer drastiquement le pronostic d'un combat mal engagé au prix d'un effort de concentration conséquent du joueur.
Le jeu ne propose pas d'arbres de progression, d'aptitudes, ou de déblocages d'armes. Le jeu requiert uniquement la compétence (ou skill) du joueur.

## Développement
Le développement de la démo de Furi par le studio The Game Bakers a été financé grâce au précédent jeu du studio Ninja Turtles (sorti sur Google Play et iOS, qui était une adaptation vidéo ludique du film Ninja Turtles sorti par Michael Bay). Le studio est passé du développement de jeu mobile à un développement sur console PlayStation 4 avec ce jeu. Au stade de la version démo le jeu Furi s’appelait Duels et a été présenté a différents éditeurs et constructeur. C'est Sony qui a accepté le financement du projet, en contribuant à la moitié du budget prévu du jeu, en échange d'un mois gratuit pour les abonnés de la PlayStation 4. Cet accord permit une large diffusion du jeu, mais une diffusion forte alors que le jeu était gratuit.
Pour ce jeu vidéo, faisant suite à de nombreuses précédentes demandes infructueuses, le studio a pu travailler avec Takashi Okazaki (dessinateur japonais et créateur d'"Afro Samurai") en tant que directeur artistique et Character designer. Également, le studio a dû embaucher plus de personnel.
Pour la prise de décision du portage du jeu sur la console Nintendo Switch, ce choix a fait l'objet d'études puis de retour en arrière, avant de finalement prendre la décision du portage. Les nécessités d'adaptation par rapport au jeu initial sur PC, PS4 et le travail d'optimisation ont pris une part importante de l'activité des développeurs pour ne pas rogner sur la fluidité du jeu, un prérequis essentiel, usant de ruses et techniques pour y parvenir.

## Personnages
| Personnage   | Version française        | Version anglaise        | Version japonaise  |
| ------------ | ------------------------ | ----------------------- | ------------------ |
| L'Étranger   | Silencieux               | Silencieux              | Silencieux         |
| La Voix      | Éric Aubrahn             | David Gasman            | Yasuhiro Mamiya    |
| La Chaîne    | Emmanuel Gradi           | Geoffrey Bateman        | Tomotaka Hachisuka |
| La Sangle    | Silencieux               | Silencieux              | Silencieux         |
| La Ligne     | Frédéric Cerdal          | Christian Erickson (en) | Masafumi Kimora    |
| L'Écaille    | Benoit Seguin            | David Coburn            | Tomotaka Hachisuka |
| La Main      | Paul Borne               | Geoffrey Bateman        | Kenichirō Matsuda  |
| Le Chant     | Stéphanie Lafforgue      | Kim Tilbury             | Michiko Kaiden     |
| L'Éclat      | Fiona Chauvin            | Bibi Jacob              | Airi Ohtsu         |
| La Pointe    | Guillaume Desmarcheliers | Tom Morton              | Kenichirō Matsuda  |
| Le Battement | Jessica Monceau          | Kaycie Chase            | Yui Kondo          |
| La Flamme    | Paul Borne               | Geoffrey Bateman        | Kenichirō Matsuda  |
| L'Étoile     | Stéphanie Lafforgue      | Kim Tilbury             | Michiko Kaiden     |
| Bernard      | Silencieux               | Silencieux              | Silencieux         |

## Bande son
La bande-son du jeu comprend 19 titres originaux, composés par Carpenter Brut, Lorn, Danger, Scattle, Kn1ght, Waveshaper et The Toxic Avenger. Elle présente globalement une inspiration synthwave très marquée, certains morceaux intégrants également des éléments d'autres genres de musique électronique comme du glitch, du break ou de la trap,.

## Accueil
Le jeu est décrit par les critiques comme mettant les compétences du joueur au premier plan, comme des jeux des années 1990, 2000, ne laissant le joueur qu'avec le cœur du gameplay. La bande son est remarquée comme étant bonne. La direction artistique est appréciée comme étant simple mais soignée et efficace. Le jeu est considéré comme exigeant, mettant la concentration et les nerfs du joueur à rude épreuve, avec un apprentissage important nécessaire du joueur pour vaincre les boss. Les respirations entre les boss sont diversement appréciées, certains mettent en avant un moment inutile ou de répit avec des éléments narratifs, d'autres pensent qu'il fait monter la pression et l’enjeu pour le prochain boss. Le scénario du jeu est considéré comme peu important même s'il existe une mise en situation au début du jeu qui sera completée par divers indices au cours du jeu. Les critiques relèvent que le scénario n'est pas important pour l'expérience du joueur,,,. 
Avec des résultats considérés au départ comme « décevants sans être catastrophiques », le jeu s'est finalement taillé une solide réputation et a trouvé un public de passionné cherchant un jeu exigeant. Fin 2020, le studio annonce que le jeu s'est vendu à plus de 700 000 exemplaires, dont 40% sur Steam.